# Venerina orbita
Venera ima orbitu s velikom poluosi od 0.723 AJ, a ekscentričnost orbite iznosi 0,007. Mala ekscentričnost i razmjerno mala veličina njene orbite daju Veneri najmanji raspon u udaljenosti između perihela i afela nekog planeta: 1,46 Gm. Planet kruži oko Sunca svakih svakih 225 dana i prijeđe 4.54 AJ pri tome, dajući prosječnu orbitalnu brzinu od 35 km/s. 

## Konjunkcije i tranziti
Kada se geocentrična ekliptička dužina Venere podudara sa Suncem, ona je u konjunkciji sa Suncem - donjoj ako je Venera bliža i gornjoj ako je udaljenija. Udaljenost između Venere i Zemlje varira od oko 42 milijuna kilometara (u donjoj konjunkciji) do oko 258 milijuna kilometara (u gornjoj konjunkciji). Prosječno razdoblje između sukcesivnih konjunkcija jedne vrste je 584 dana - jedno sinodičko razdoblje Venere. Pet sinodičkih razdoblja Venere gotovo je točno 13 sideričkih godina Venere i 8 zemaljskih godina, te se posljedično, dužine i udaljenosti gotovo ponavljaju.
Nagib Venerine orbite od 3,4° je dovoljno velik da obično onemogućuje da unutarnji planet izravno prođe između Sunca i Zemlje u donjoj konjunkciji. Takvi tranziti Venere rijetko se događaju, ali s velikom predvidljivošći i interesom.

## Bliski pristupi Zemlji i Merkuru
U ovoj eri, najbliža što Venera dolazi do Zemlje je nešto manje od 40 Gm. Kako je domet heliocentričnih udaljenosti veći za Zemlju nego za Veneru, najbliži se prilasci se događaju pri Zemljinom perihelu. Opadajući ekscentričnost Zemlje povećava minimalne udaljenosti. Posljednji put kada se Venera približila na 39,5 Gm je bilo 1623., ali to se neće ponoviti već tisućljećima, a zapravo se nakon 5683. Venera neće ni približiti 40 Gm oko 60 000 godina. Orijentacija orbite dviju planeta nije povoljna za minimiziranje udaljenosti približavanja. Dužine perihela bile su samo 29 stupnjeva na J2000, tako da se najmanja udaljenost, do koje dolazi kada se donja konjunkcija dogodi u blizini zemljinog perihela, dogodi kada je Venera blizu perihela. Primjer je tranzit 6. prosinca 1882.: Venera je dosegla perihel 9. siječnja 1883., a Zemlja je isto učinila 31. prosinca. Venera je bila udaljena 0,7205 AJ od Sunca na dan tranzita, manje nego prosječno.
Pomičući se unatrag u vremenu, prije više od 200.000 godina, Venera je ponekad prolazila na udaljenosti od Zemlje malo manjoj od 38 Gm, a sljedeći put to će učiniti nakon više od 400 000 godina. 
Merkur je više puta bliži Veneri nego što je Zemlja, a te će udaljenosti s vremenom postajati sve manje prvenstveno zbog sve veće ekscentričnosti Merkurove orbite. 

## Povijesni značaj
Otkrivanje faza Venere od strane Galileja 1610. bilo je važno otkriće. To je bilo u suprotnosti s Ptolomejevim modelom koji je smatrao da se svi nebeski objekti okreću oko Zemlje i bio je dosljedan drugima, poput onih Braheovog i Kopernikovog modela. 
U Galilejevo doba prevladavajući model svemira temeljio se na tvrdnji grčkog astronoma Ptolomeja gotovo 15 stoljeća ranije da se svi nebeski objekti vrte oko Zemlje (vidi Ptolemejski sustav). Promatranje faza Venere bilo je u neskladu s tim gledištem, ali bilo je u skladu s idejom poljskog astronoma Nikole Kopernika da je Sunčev sustav usredotočen na Sunce. Galileovo promatranje faza Venere pružalo je prve izravne opažačke dokaze Kopernikove teorije.
Promatranja tranzita Venere preko Sunca igrala su veliku ulogu u povijesti astronomije u određivanju preciznije vrijednosti astronomske jedinice.

## Tablica orbitalnih parametara
Ovdje je predstavljeno više od pet značajnih brojki, a na ovu razinu preciznosti brojke se vrlo dobro podudaraju s VSOP87 elementima i proračunima koji su izvedeni iz njih, Standishove (od JPL-a) 250-godišnje godine, Newcombove, i proračune pomoću stvarnih položaja Venere tijekom vremena. 
| udaljenosti i ekscentričnost | AJ      | milijuni km |
| ---------------------------- | ------- | ----------- |
| velika poluos                | 0,72333 | 108,21      |
| perihel                      | 0,71843 | 107,48      |
| afel                         | 0,7282  | 108,94      |
| prosjek                      | 0,72335 | 108,21      |
| opseg                        | 4,545   | 679,9       |
| najbliži pristup Zemlji      | 0,2643  | 39.54       |
| ekscentričnost               | 0.0068  |             |

| kutovi | stupnjevi |
| ------ | --------- |
| nagib  | 3.39      |

| razdoblja           | dani   |
| ------------------- | ------ |
| orbitalno razdoblje | 224,70 |
| sinodsko razdoblje  | 583,92 |

| brzina            | km/s  |
| ----------------- | ----- |
| prosječna brzina  | 35.02 |
| maksimalna brzina | 35.26 |
| mvinimalna brzina | 34.78 |